# Nyzeeländsk ål
Nyzeeländsk ål (Anguilla dieffenbachii) är en fiskart som beskrevs av Gray 1842. Nyzeeländsk ål ingår i släktet Anguilla och familjen egentliga ålar. Inga underarter finns listade i Catalogue of Life.